# Cartuccia (munizione)

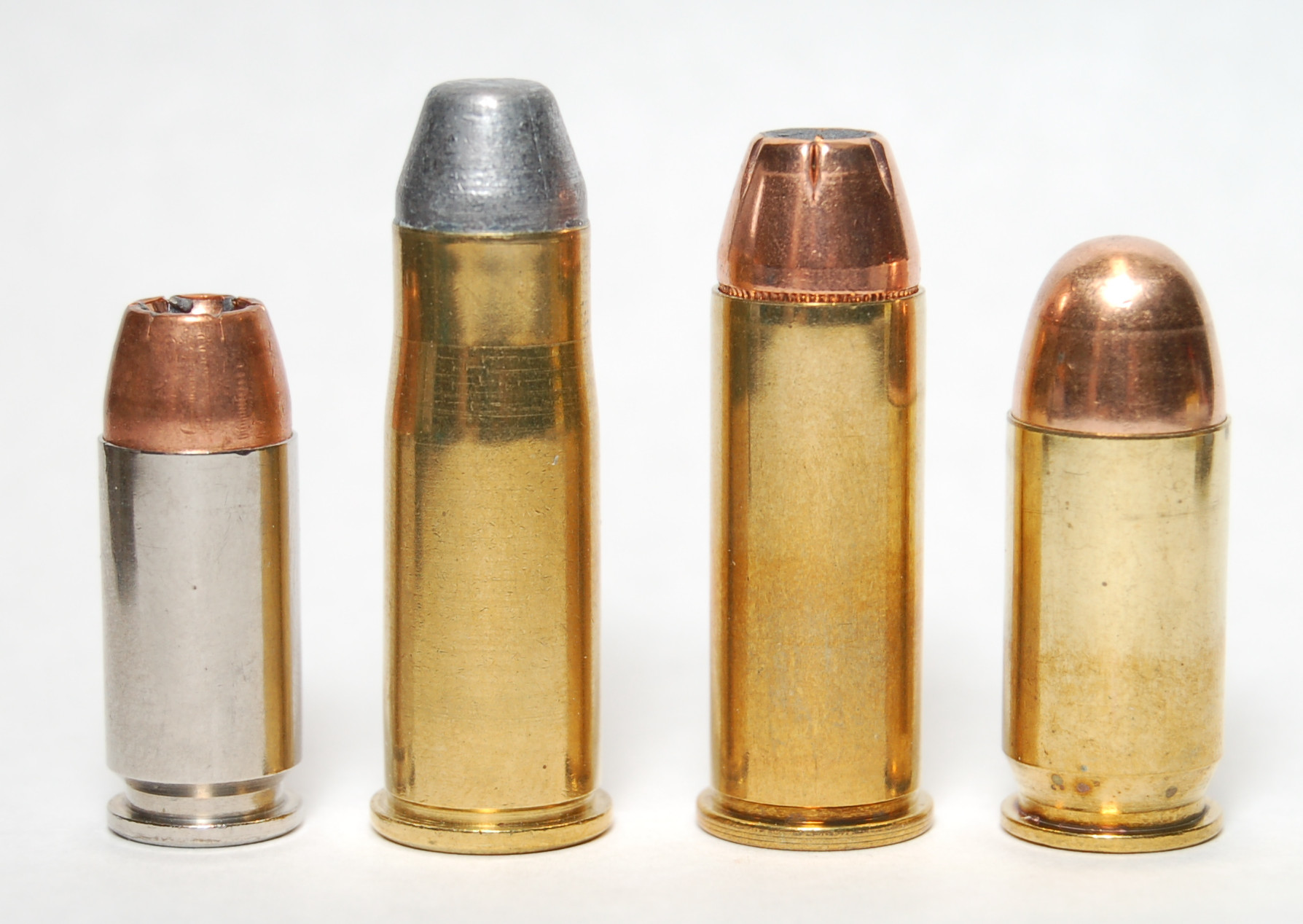
Da sinistra: .40 S&W, .38-40 WCF, .44 Special, .45 ACP

La cartuccia è la tipica munizione delle armi da fuoco a retrocarica portatili (dette anche, leggere), costituita da un unico insieme (prodotto e finito) formato da bossolo, fondello, innesco, proiettile e polvere da sparo, e dove il bossolo e il fondello fan spesso parte dello stesso pezzo di metallo, perlopiù in lega di ottone. 

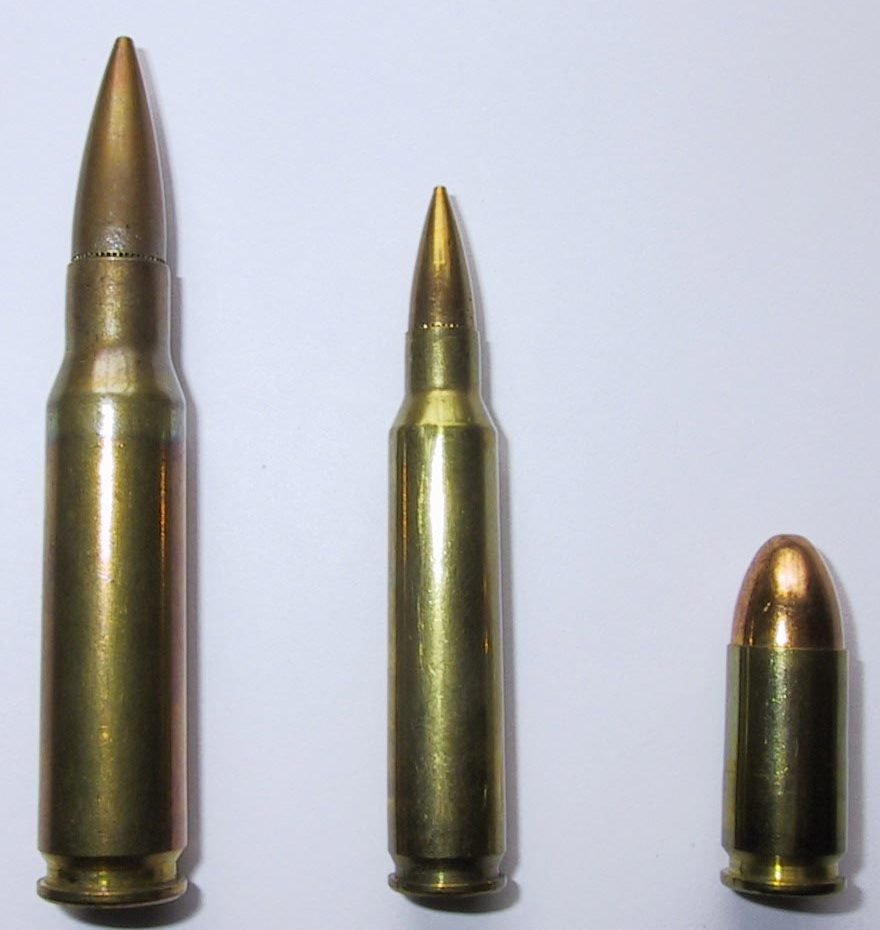
Da sinistra: 7,62x51 NATO, 5,56x45 NATO e 9 Para

La cartuccia moderna per armi a retrocarica, è stata sviluppata tra circa il 1830 e il 1870 come prodotto industriale, e rispetto al “vecchio” sistema ad avancarica, ha portato l'enorme innovazione di semplificare e velocizzare il riarmo e la ripetizione dei colpi, di tutte le armi da sparo (non solo leggere), oltre a facilitare il trasporto e lo stoccaggio delle munizioni, con possibilità di alloggiarne una notevole quantità, in un serbatoio-magazzino posto all'interno o agganciato all'arma stessa.

## Storia
Le prime cartucce risalgono alla fine del XVI secolo ed erano  fatte di carta, sviluppate per armi leggere militari. Questo tipo primitivo consisteva in un carico di polvere da sparo e un proiettile messi in un tubo di carta, spesso oleata o impregnata di sostanze come il salnitro, per consentire alla carta di bruciare meglio. Tale cartuccia era usata nelle armi da fuoco militari a carica frontale o ad avancarica: la base della cartuccia veniva tolta dal soldato, la polvere da sparo veniva versata nella canna e quindi inserito il proiettile. Uno dei primi esempio dell'utilizzo di massa fu da parte di Gustavo II Adolfo di Svezia che ne ordinó l'adozione per l'esercito svedese durante la guerra dei trent'anni.
Prima dell'invenzione dell'acciarino, avvenuta intorno al 1635, la polvere di innesco (una polvere da sparo a grana fine, detta polvere serpentina) era originariamente contenuta in una fiaschetta, e veniva introdotta nello scodellino di accensione, dallo sparatore. In epoca successiva lo scodellino veniva riempito dalla cartuccia prima descritta. Il meccanismo del moschetto ad acciarino, in cui lo scodellino era coperto da un pezzo di acciaio rigato contro cui sfregava la pietra focaia, rese inutile questo metodo di innesco, poiché nel caricamento una parte del carico di polvere passava dalla canna attraverso il focone (piccolo foro nella culatta attraverso il quale si accendeva la polvere da sparo) direttamente nello scodellino.

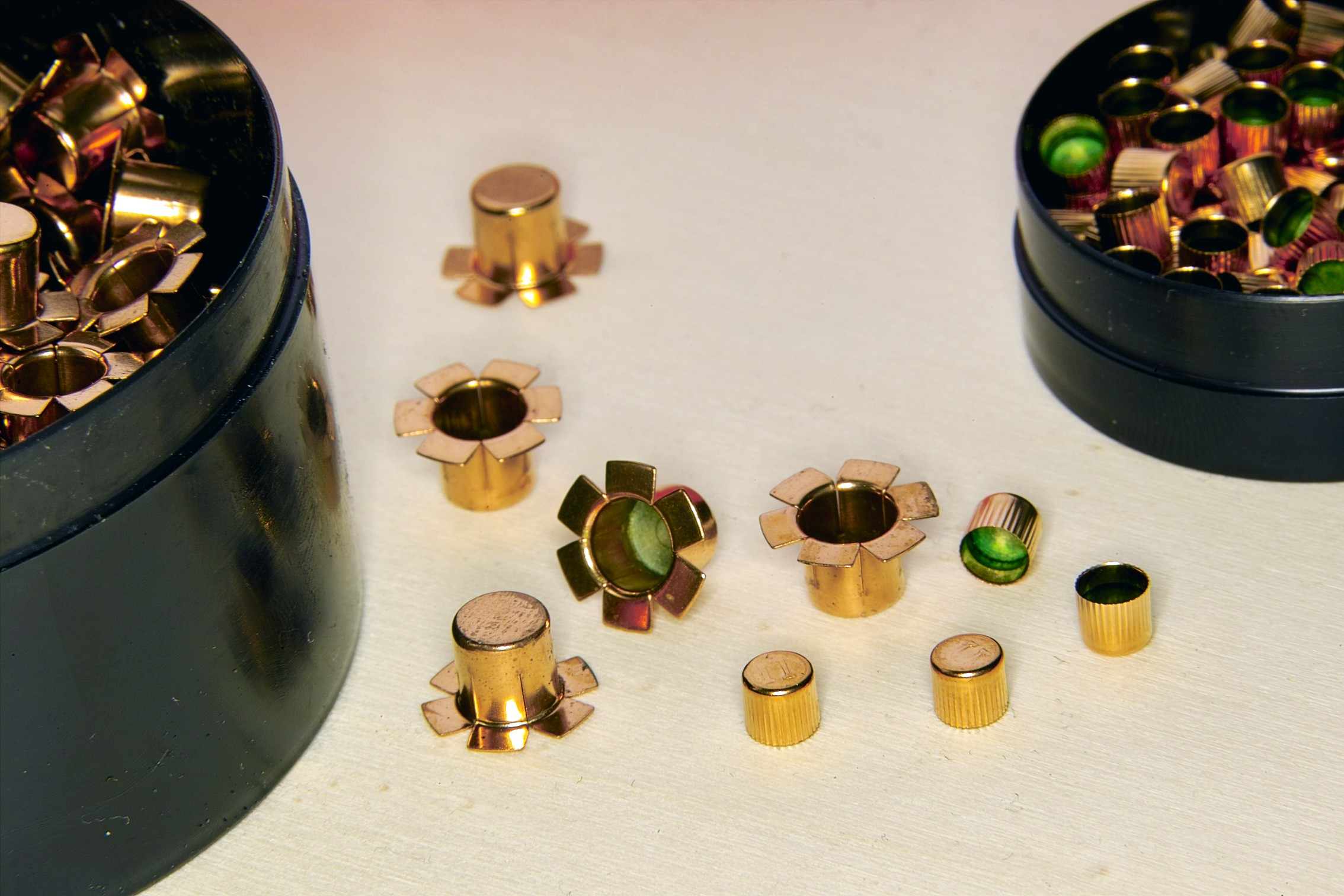
Capsule a percussione

Nel 1807 A.J. Forsyth brevetta un innesco di clorato di potassio, zolfo e carbone di legna, che esplodeva per "concussione" (cioè, urto o scossa violenta); da questo, si arriva immediatamente alla capsula a percussione in rame, come metodo di accensione moderno, ed è ciò che sarà anche il primo importante passo verso la cartuccia a retrocarica. L'invenzione fu gradualmente sviluppata e usata, prima in una capsula d'acciaio e poi in una di rame, da vari armaioli e privati, prima di giungere ad un utilizzo generalizzato in ambito militare, circa trent'anni dopo. Inizialmente era usata in armi ad avancarica, e la modifica delle armi in uso, dall'acciarino alla percussione, fu un passaggio facile, sostituendo lo scodellino con un luminello perforato e sostituendo il cane (percussore) che portava la pietra focaia, con un cane più piccolo in cui era praticato un incavo conformantesi al luminello; sul luminello veniva posta la capsula contenente la miscela detonante, ora composta da tre parti di clorato di potassio, due di fulminato di mercurio e una di vetro in polvere. Progressivamente la capsula detonante portò all'invenzione della moderna cartuccia, che rese possibile l'adozione generalizzata della retrocarica per tutte le varietà di fucili e pistole.
Tra il 1808 e il 1812, lo svizzero Samuel Johannes Pauli (1766-1821) inventa la prima forma di munizione a percussione centrale. È stata anche la prima cartuccia a retrocarica completamente integrata, con una forma di otturazione basata sulla cartuccia stessa.
Nel 1829, il francese Clement Pottet inventa un'altra forma di munizione a percussione centrale; tuttavia, Pottet non perfezionò il suo progetto fino al 1855; intanto qualche anno prima - nel 1836 - Casimir Lefaucheux inventò e berevettò la carticcia a spillo, così dalla sporgenza del medesimo nella parte inferiore del bossolo che percosso fungeva da innesco.
La cartuccia a percussione centrale, fu poi migliorata da Béatus Beringer, Benjamin Houllier, Gastinne Renette, Smith & Wesson, Charles Lancaster, Jules-Félix Gévelot, George Morse, Francois Schneider, Hiram Berdan e Edward Mounier Boxer.
Tuttavia, nessuna invenzione collegata con le armi da fuoco ha probabilmente comportato tali cambiamenti nei principi costruttivi come quelli derivanti dal bossolo ad espansione. Questa invenzione rivoluzionò completamente l'arte di costruire pistole, fu applicata con successo a tutti i tipi di armi da fuoco, e fece nascere una nuova e importante industria, quella della produzione di cartucce. Il suo carattere principale è la prevenzione di tutte le fughe di gas dalla culatta al momento dello sparo, per mezzo di un involucro deformabile (generalmente in ottone). Prima di questa invenzione i fucili venivano caricati con polvere da innesco, polvere da sparo, stoppaccio, proiettile e capsula in rame, tutti inseriti separatamente. Questa fu impiegata in maniera generalizzata ai moschetti militari britannici (Pattern 1853 Enfield), un quarto di secolo dopo l'invenzione della polvere da percussione e dopo una laboriosa serie di test governativi tenutisi a Woolwich nel 1834.
Ma secondo alcuni esperti, il primo modello efficiente di involucro fu brevettato nel 1847, da un armaiolo parigino di nome Houiller; secondo altri da Casimir Lefaucheux, anch'egli armaiolo parigino, intorno al 1850. Consisteva in un sottile involucro di ottone e carta che si espandeva con la forza dell'esplosione adattandosi perfettamente alla canna, e così formando un efficiente sistema di direzionamento dei gas. Una piccola capsula di percussione era posta al centro della base della cartuccia, e veniva detonata per mezzo di uno spillo in ottone colpito dal grilletto; lo spillo dava anche modo di estrarre il bossolo. Questa cartuccia fu introdotta in Inghilterra da Lang intorno al 1855.

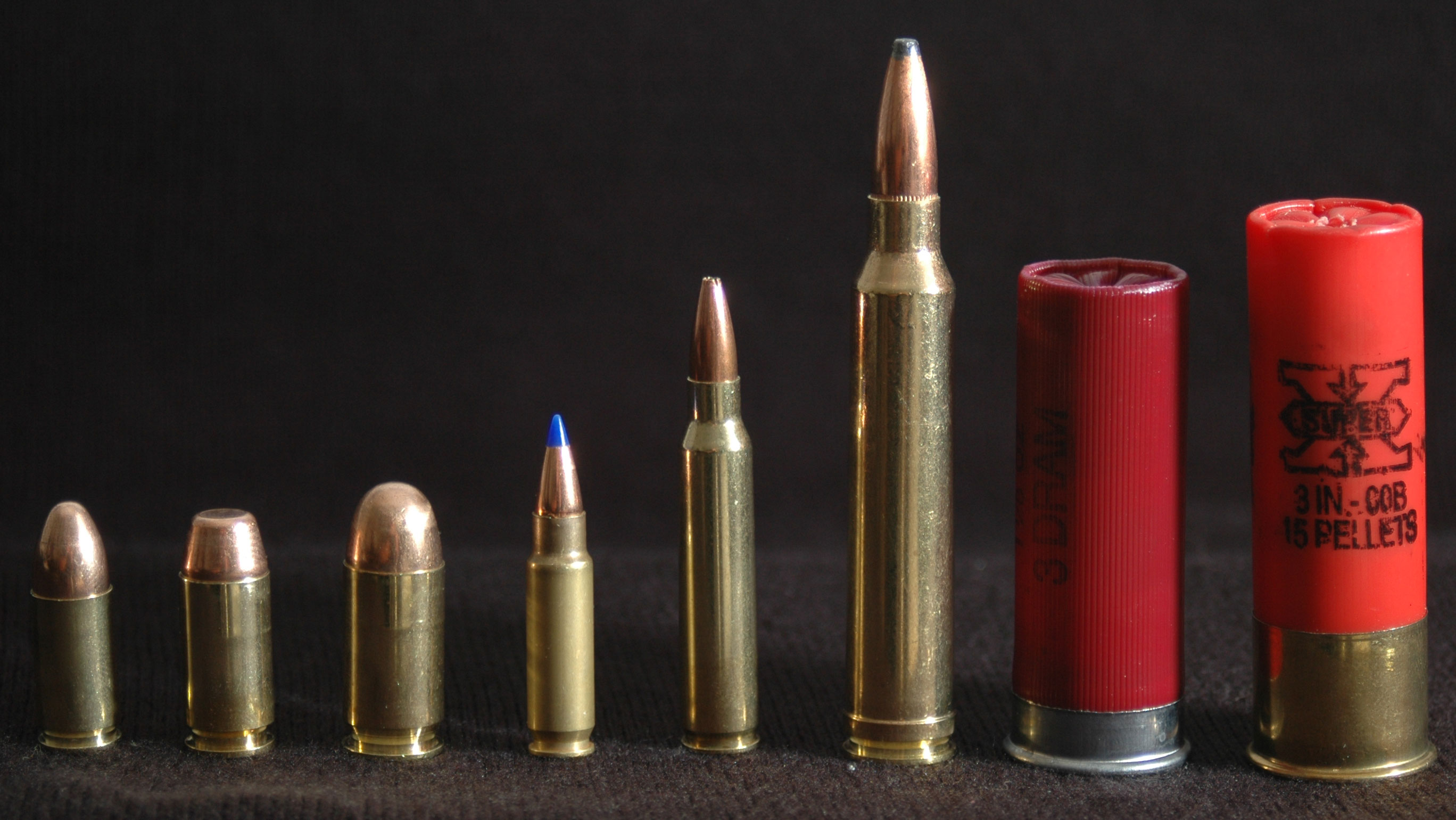
cartucce centerfire

Nel 1861, fu introdotta la cartuccia centerfire (a percussione centrale). Qualcuno afferma sia merito dell'inglese Daw, altri che sia stata inventata da Pottet a Parigi, e poi perfezionata da Schneider, certamente vi fu una lunga disputa riguardo al brevetto. Daw in seguito perse il controllo del brevetto in favore di Eley. In questa cartuccia, la capsula di innesco è posta al centro della base nel fondello, viene detonata da un percussore che "attraversa" la culatta per dare via allo sparo; poi, il bossolo scarico viene estratto ed espulso, da un estrattore a slitta fissato all'estremità posteriore della canna, il quale si aggrappa all'orlo del collarino.
È praticamente la moderna cartuccia ora universalmente in uso. Nei fucili militari subì gradualmente delle piccole modifiche. Il bossolo divenne di carta di varie qualità con una base in ottone, o interamente in ottone. L'imbottitura tra polvere e colpo fu progressivamente assottigliata e migliorata in qualità; l'estremità del bossolo conformata per adattarsi perfettamente nella camera di scoppio.
In ambito militare il bossolo per caricamento dalla culatta fu adottato per la prima volta dai prussiani, intorno al 1841, per il fucile Dreyse con percussore a spillo: un proiettile conico era sistemato su un sottile stoppaccio dietro il quale era la polvere, il tutto racchiuso in un involucro di pesante carta lubrificata. Il detonatore si trovava sulla superficie interna dello stoppaccio, e veniva colpito da un ago che attraversava la base della cartuccia e la polvere, spinto dall'azione di una molla rilasciata dal grilletto.
Nel 1867 il ministero della guerra britannico decise l'adozione per i moschetti Enfield del bossolo metallico Eley-Boxer.
Il fucile, già ad avancarica, era convertito per il caricamento dalla culatta secondo il principio Snider, che consisteva in un blocco aperto su una cerniera, a formare una falsa culatta contro cui poggiava la cartuccia. La capsula detonante era alla base della cartuccia, e veniva esplosa da un percussore che attraversava il blocco. Altre potenze europee adottarono fucili del genere dal 1866 al 1868, con la carta al posto del metallo per i bossoli. La cartuccia originale Eley-Boxer era di ottone piegato. Più tardi venne generalmente adottato un bossolo in unico pezzo di metallo resistente, ad esempio in lega di rame, con una solida e spessa testa. Le cartucce central-fire con bossoli metallici in unico pezzo sono oggi usate quasi universalmente in tutti i modelli di fucili e pistole militari e sportivi.
In Italia, una delle più antiche e grandi fabbriche di cartucce e munizioni, è la Fiocchi Munizioni S.p.A. di Lecco. Fondata da Giulio Fiocchi nel 1876, è tuttora una delle aziende leader a livello mondiale nella produzione di cartucce.

## Caratteristiche

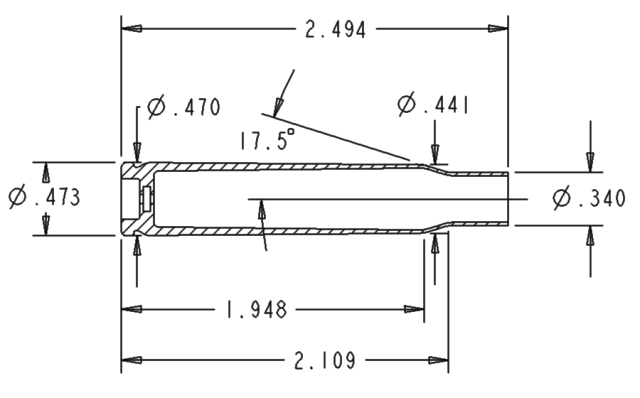
Quote di un bossolo della cartuccia senza colletto (rimless) .30-06 Springfield, dove le misure sono date in pollici.

Diagramma di una cartuccia:
1) Palla (ad ogiva)
2) Bossolo
3) Polvere da sparo
4) Fondello
5) Innesco

La catalogazione veloce delle cartucce, segue, in linea di principio, sostanzialmente il calibro (diametro) della palla (o del bossolo, ma più raro) espresso in millimetri o in pollici (spesso, centesimi o millesimi di pollice) ed anche (ma non sempre) la lunghezza del bossolo espressa in millimetri (tipo 7,65 x 21 mm, diametro x lunghezza), seguìti quasi sempre da una sigla alfabetica (in genere in forma di acronimo) o da una caratteristica della cartuccia (corta, lunga, larga, a bottiglia, senza collarino, ecc) o da un nomignolo-appellativo dato per distinguerla da altre simili, o dal nominativo che in genere indica il nome dell'inventore o del produttore della cartuccia stessa, e che spesso ne detiene (o deteneva) i brevetti, oppure da una combinazione mista di questi. Alcune (raro) indicano anche l'anno di ideazione, tipo la .30-06 Springfield (1906).
Alcuni esempi sono: 9 mm Luger, 9 Parabellum o 9mm x19 (stessa cartuccia), .45 ACP e 5,7 x 28 mm.

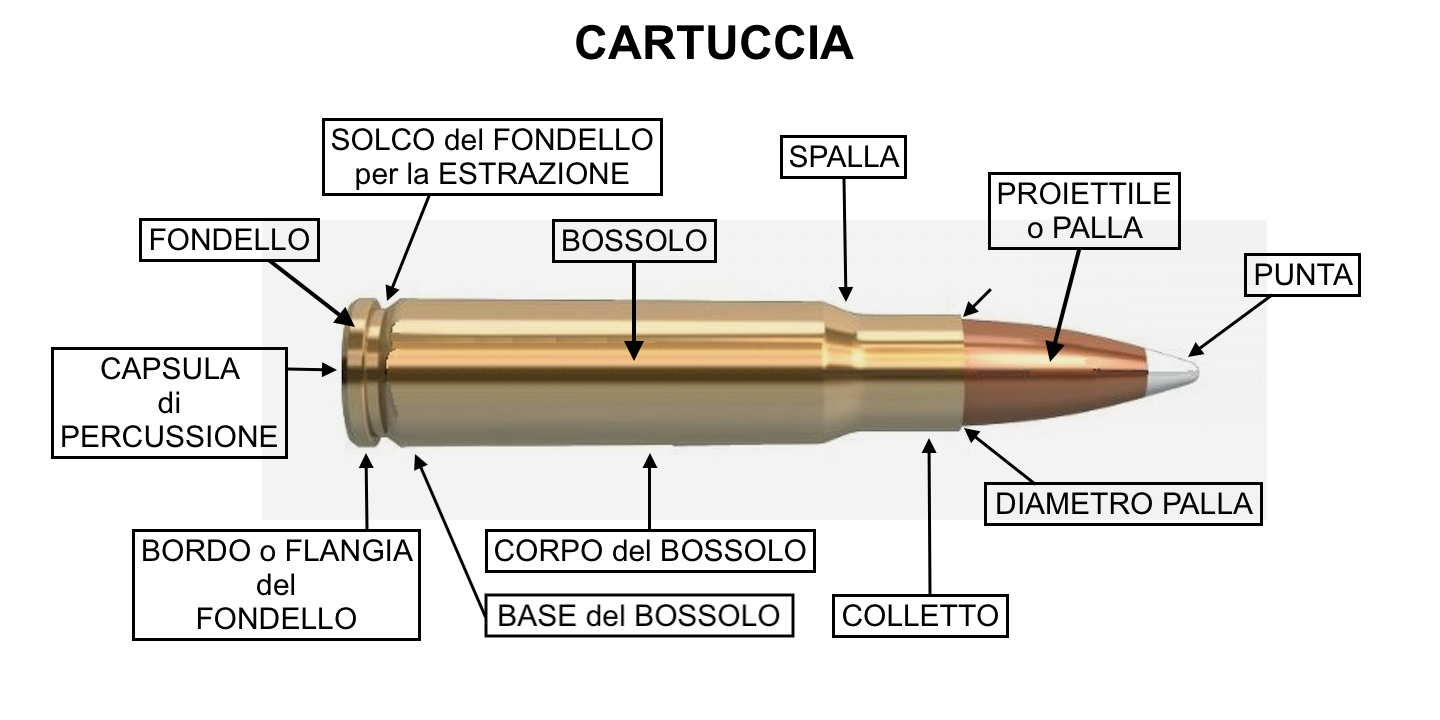
Componenti e parti della cartuccia

Le altre caratteristiche più specifiche, che possono essere anche fondamentali per la produzione in serie o per la ricarica privata-artigianale, sono perlopiù il peso e il tipo di palla, di polvere interna, il tipo di innesco (tra quelli a percussione centrale e anulare) e tutte le quote delle dimensioni relative al bossolo (disegno sopra) e alla cartuccia completa.

La catalogazione del munizionamento in Italia, fino al 2022, era distinta fra quello da guerra e quello "civile"; e tale distinzione, operata quando i tipi di cartucce disponibili erano molti meno degli attuali e comunque per motivazioni anche legate al terrorismo, tendeva a separare il munizionamento destinato alle forze armate e di polizia, da quello adatto ai privati (civili) con permesso di porto o di detenzione di armi da fuoco: ad esempio, la cartuccia 9 mm Parabellum era considerata "munizione da guerra" e quindi vietata ai civili; invece, tutte le altre munizioni in cal. 9 mm, come ad esempio la 9mm × 21 IMI, non erano e non sono mai state considearate da guerra, perché nate espressamente per le armi commerciali, pur trattandosi sostanzialmente di munizioni perfettamente identiche come potenza e fattore lesivo. Al 2023, la 9 mm Parabellum è legalmente destinata anche al uso comune.

### Struttura tipica
Generalmente la cartuccia è costituita dall'involucro, detto bossolo (originariamente di carta, da cui il nome cartuccia) contenente la pallottola, i pallini o comunque il proiettile o quanto dovrà essere scagliato contro il bersaglio, le polveri di lancio e l'innesco destinato a provocare lo sparo. Le cartucce moderne comprendono una capsula a percussione, la cui azione è provocata dal percussore, solitamente alloggiata nella parte centrale del fondello. Vi sono però anche alcune cartucce dette "a percussione anulare", che vanno colpite nella parte esterna del fondello, e modelli sperimentali ad accensione elettrica o piezo-elettrica, ma che sono stati sviluppati senza incontrare un grande successo.
Il bossolo (la parte cilindrica contenente le polveri propellenti e, nel fondello, la capsula) ha la forma di un bicchiere, con un'apertura anteriore per l'uscita del proiettile.

### Funzionamento
La cartuccia è azionata da una serie di azioni concatenate, comandate dal tiratore con la pressione sul grilletto, il quale provoca l'abbattimento del cane, il quale a sua volta causa la percussione (mediante una sua estremità, o un pezzo rigidamente connesso, detto appunto percussore) sulla capsula.

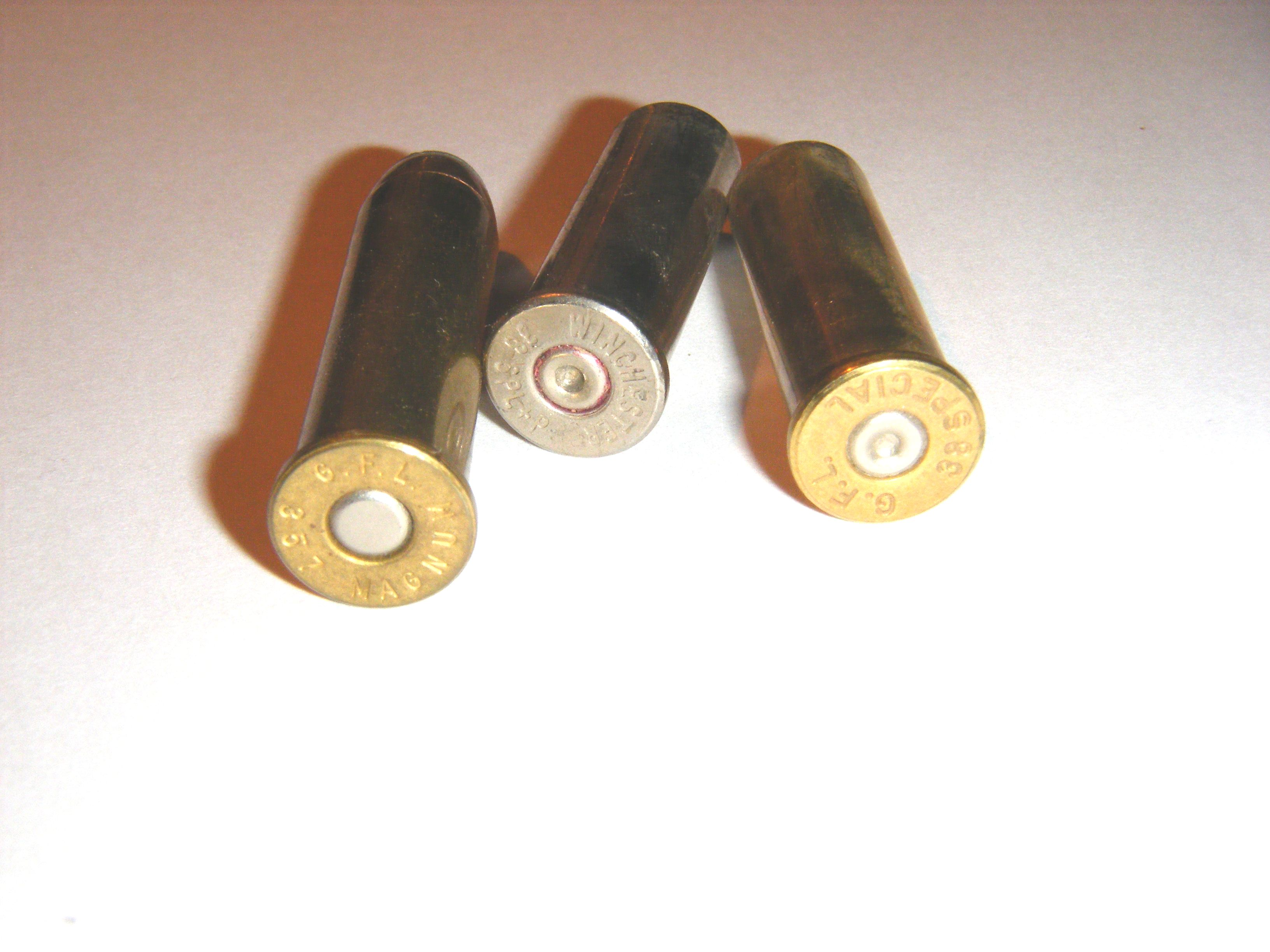
Al centro del fondello della cartuccia a sinistra (carica) si nota la capsula dell'innesco integra. Quelle dei due bossoli adiacenti recano invece il segno della battuta del percussore

La percussione della capsula, causa un dardo di fuoco che è opportunamente indirizzato all'interno del bossolo; questo accende la polvere da sparo, la quale bruciando produce gas ad alta pressione, che trovano come unica via d'uscita l'apertura del bossolo occlusa dal proiettile in posizione di lancio. Essendo l'occlusione del proiettile notevolmente meno resistente delle altre pareti del bossolo circondate dalla camera di scoppio e chiuse dalla culatta della canna, i gas tendono a premere verso questa direzione, spostando il proiettile nella canna, ad una velocità sempre più crescente, sino a che questo non arriva al vivo di volata. Appena è uscito il proiettile, i gas disperdono la loro energia di spinta verso tutte le direzioni più facili ed il lancio del proiettile si completa con le eventuali azioni regolatrici e stabilizzatrici della canna, ad esempio per le rigature, in genere elicoidali, che per l'attrito imprimono al proiettile un moto rotatorio lungo l'asse longitudinale. La rotazione imposta alla palla, serve ad aumentarne la resistenza agli effetti negativi di deriva dal vento e ad aumentare la stabilità della traiettoria, che potrebbe essere compromessa anche da eventuali imperfezioni nella forma, ottenuta dalla fusione del proiettile stesso.
Molte armi sono dotate di meccanismi o accorgimenti per l'espulsione immediata del bossolo scarico (armi autocaricanti), utilizzando la pressione residua dei gas dopo la fuoriuscita del proiettile con recupero cinetico, oppure convogliando i gas prelevati dalla canna prima dell'uscita del proiettile, indirizzandoli ad un cilindro laterale dove un pistone provoca l'apertura dell'otturatore e lo scarico dell'arma.

## Aspetti tecnici
La maggior parte delle armi da fuoco potenti sparano proiettili, relativamente piccoli e leggeri, ad alte velocità. Questo perché l'energia cinetica del proiettile aumenta col quadrato della velocità e solo proporzionalmente al suo peso. Pertanto un proiettile che si muova a una velocità doppia, possiede il quadruplo dell'energia. La velocità del proiettile è limitata dalla pressione iniziale nella canna, che a sua volta determinata dalla resistenza dei materiali e dal peso che chi spara è in grado di portare. In genere, le cartucce più grosse contengono più polvere e di solito raggiungono velocità maggiori. 
La letalità delle munizioni da pistola non è determinata tanto dalla munizione, quanto dalla precisione e dalla dottrina di fuoco di chi spara. I proiettili a queste energie, a seconda della distanza e della carica esplosiva, possono avere un momento insufficiente per lesionare in modo irreversibile la persona o l'animale.

### Sistemi di innesco

Innesco centrale e anulare

L'innesco è una piccola capsula che viene inserita nel fondello del bossolo della cartuccia in un'apposita cavità che presenta un foro centrale (oppure due laterali nel caso dei Berdan), detto foro di vampa comunicante con la camera di combustione del bossolo attraverso il quale passa la fiamma prodotta dalla percussione dell'innesco che dà inizio alla combustione della polvere da sparo.
Normalmente gli inneschi sono di due misure, gli inneschi small e i large e si dividono in altri due tipi a seconda della munizione, i pistol per le munizioni da pistola e i rifle per le munizioni da fucile.
Quindi si hanno i seguenti tipi:
small pistol e large pistol, small rifle e large rifle.
Per tutti i tipi di innesco descritti esistono anche delle varianti più potenti che generano una fiamma maggiore e sono denominati inneschi "magnum" da usare appunto per caricamenti di cartucce magnum.
Esistono anche degli inneschi di dimensioni maggiori per il caricamento di munizioni di grosso calibro da fucile come il .50 Browning Machine Gun.
Il propellente usato negli inneschi è lo stifnato di piombo e sostituisce il più vecchio e inquinante fulminato di mercurio. Esistono anche inneschi totalmente privi di piombo ma
le case produttrici non li rendono ancora disponibili per la ricarica domestica delle
cartucce e li usano solo per le cartucce commerciali.

#### Percussione anulare
Oggi quasi completamente sostituite da quelle a percussione centrale, tranne che per alcuni tipi come il .22 Long Rifle, e diffusa prima che il design delle prime fosse perfezionato. Può essere usato solo per cartucce di relativamente bassa potenza, poiché il bossolo deve essere abbastanza morbido da restare deformato dal percussore, il quale detona l'innesco sul bordo della cartuccia stessa. In passato, le cartucce 9 mm erano disponibili, così come le cartucce .177, .25, .22 corte e .22 lunghe.
Oggi il calibro .22 LR (Long Rifle cioè "fucile lungo") conta oltre il 99% di tutto il munizionamento rimfire. Recentemente è stata introdotta una cartuccia rimfire .177, ma non è chiaro se vi sia un'effettiva richiesta per questo genere di armi.
Di solito queste cartucce portano una pallottola in lega di piombo morbida, e possono essere supersoniche o subsoniche. Spesso le pallottole sono ricoperte di un sottile strato di rame per evitare il contatto tra la pelle ed il piombo, visto che si tratta di un blando veleno.

#### Percussione centrale
Dopo centinaia di progetti e di sviluppi differenti, rimangono essenzialmente soltanto due differenze di base. Tutte le armi da fuoco correnti (civili) sono "rimfire" o "centerfire". In ambito militare si sta cercando di perfezionare lo sparo elettronico, che eliminerebbe l'innesco.
Il centerfire ("fuoco al centro") usa un innesco posizionato centralmente, che nella maggior parte delle cartucce ad uso civile può essere sostituito, permettendo così di riutilizzare i costosi bossoli d'ottone. Questo sistema viene definito Boxer innescato. I militari usano un sistema molto simile, denominato innesco Berdan, un po' meno costoso, ma che non può essere riutilizzato con facilità; tuttavia usando cautela si può ugualmente effettuare la ricarica, per cui accade che combattenti non organizzati utilizzino come nuovo "innesco" un sistema semplice come un po' di latta ed una capocchia di fiammifero, ben diverso dal processo a più stadi richiesto per fare una capsula d'innesco originale.

### Bossolo

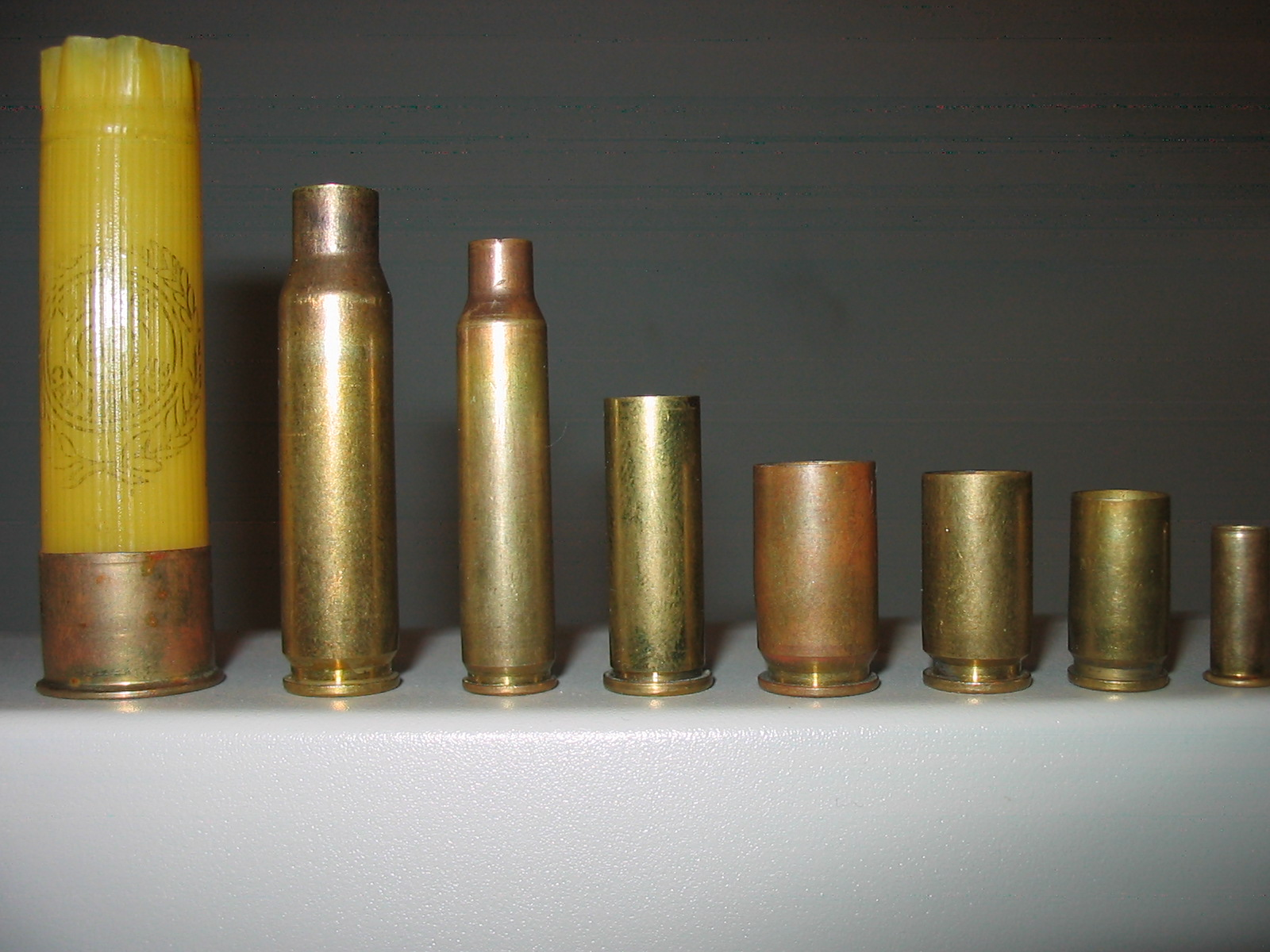
Alcuni tipi di bossolo di vario calibro. Da sinistra a destra: cartuccia a pallettoni, 7,62 × 51 mm NATO, 5,56 × 45 mm NATO, .38 Special, .45 ACP, .40 S&W, 9 mm Parabellum, .22 Long Rifle.

I bossoli per armi da fuoco leggere portatili variano per la forma, le dimensioni e i materiali di cui sono costituiti. Le dimensioni fondamentali di un bossolo sono la sua lunghezza, il suo diametro al fondello ed il suo diametro al colletto (la parte anteriore che trattiene la palla): altri fattori dimensionali dipendono dalla forma del bossolo stesso.

#### Forma
La forma più intuitiva che il corpo di un bossolo possa avere è quella Cilindrica, dove il diametro al fondello ed al colletto sono uguali: questa è la forma più diffusa per le cartucce usate nelle pistole e nei fucili da caccia a canna liscia.
Una forma ormai desueta è quella Tronco-conica, dove il diametro al fondello è maggiore di quello al colletto: una sezione longitudinale del bossolo mostrerebbe che le sue pareti non sono parallele ma convergenti. Per tale motivo, il colletto è costituito a sua volta da un cilindro più o meno lungo per trattenere la palla. Questo tipo di bossolo è usato per alcune munizioni da pistola e ne permane l'uso per poche munizioni da fucile (soprattutto repliche storiche di fucili a retrocarica con munizionamento a polvere nera come la .45-70 Springfield o anche cartucce da caccia grossa di vecchia progettazione come la .375 Holland & Holland Magnum - tuttavia ancora molto usata).
La forma più consueta per il munizionamento da fucile a canna rigata è quella a Bottiglia, dove il colletto è costituito da un cilindro di diametro inferiore al corpo come nel caso del bossolo tronco-conico, mentre il corpo (di diametro maggiore) è di forma cilindrica o, più raramente, moderatamente conica. Permanendo una differenza di diametro tra la parte del corpo vicino al colletto e quest'ultimo, necessita un raccordo tra corpo e colletto che viene chiamato spalla e può essere con profilo rettilineo o curvo.
Altra forma importante nel classificare le cartucce, è quella del fondello.
Il fondello può essere sporgente rispetto al corpo del bossolo per assicurare ad esso la "battuta" contro la camera di cartuccia: è il sistema adottato in quelle armi dove c'è una camera di cartuccia per ogni munizione inserita nell'arma, come nel caso dei revolver o delle armi a canna basculante (doppiette e sovrapposti compresi). In tal caso, le cartucce si dicono "flangiate" o Rimmed.
Quando il fondello non è sporgente ma, al contrario, presenta una "scanalatura", la cartuccia si dice Rimless. È la forma di tutte quelle cartucce destinate ad essere usate in armi a ripetizione che usano movimenti rettilinei ed alternati per incamerare nuove munizioni: una flangia ostacolerebbe il movimento lineare in avanti della cartuccia, mentre una scanalatura consente ad un eventuale estrattore di fare presa sul bossolo e di trascinarlo indietro per l'espulsione, affinché si possa incamerare una nuova munizione.
Esistono anche cartucce "semiflangiate" o Semirimmed, nelle quali il fondello è appena sporgente rispetto al corpo del bossolo (solo di qualche frazione di millimetro e quindi meno che nelle "Rimmed"). Questo tipo di cartuccia (adatto ad armi semiautomatiche o automatiche) era stato progettato per rendere più sicuro l'aggancio dell'estrattore al momento della fuoriuscita del bossolo, dopo lo sparo. Nelle armi di fabbricazione recente tuttavia, dati i progressi tecnici, il suo uso è stato quasi totalmente abbandonato. Tipico esempio di cartuccia "Semirimmed" è dato dalla 7,65 Browning, il cui progetto risale al 1899, ma ancora molto usata.

#### Materiali
Il materiale più usato per la costruzione di bossoli moderni per armi a canna rigata è l'ottone, anche se munizionamenti moderni di alcune case costruttrici vengono assemblati con alluminio o leghe di quest'ultimo. Durante l'ultimo conflitto mondiale i tedeschi iniziarono a costruire bossoli in ferro, che dovevano essere laccati per prevenire l'ossidazione, questa particolarità si ritrova anche oggi nel munizionamento che proviene dalla Russia.
Per la costruzione di bossoli per armi a canna liscia, si usa soprattutto la plastica per buona parte del corpo ed ancora l'ottone per il fondello: è stato abbandonato l'uso del cartone per l'assemblaggio industriale del corpo di tali cartucce.

## Tipologie in uso

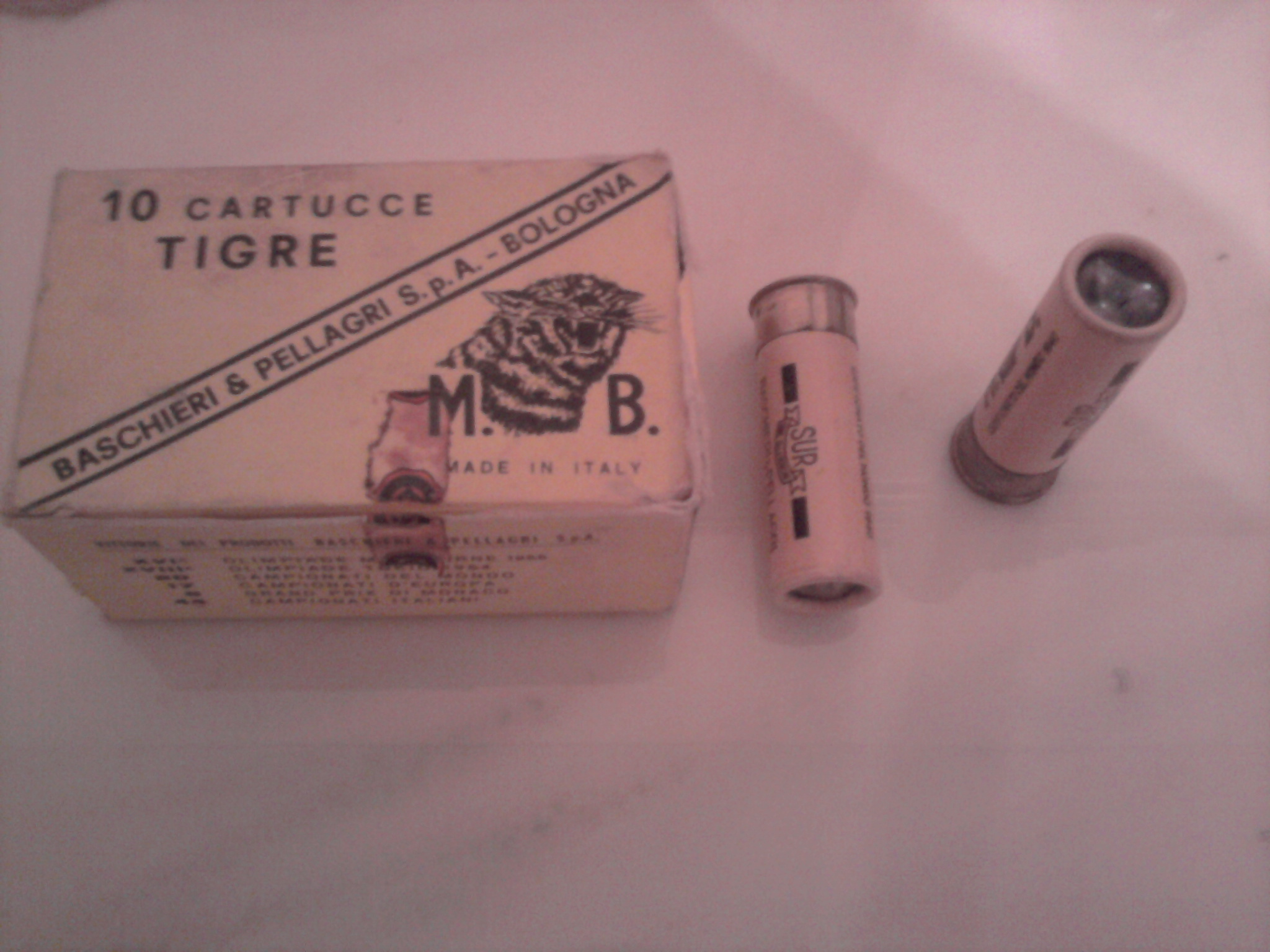
Cartucce a pallettoni per fucile "Tigre" prodotte dalla Baschieri & Pellagri S.p.A

Attualmente esiste una grande varietà di calibri e tipologia di cartucce, per le diverse armi leggere, fucili e pistole. Tuttavia è importante notare che, a calibri equivalenti non corrispondono sempre caratteristiche equivalenti; ad esempio, una pistola calibro .22, spara palle dello stesso diametro di una carabina Varmint (tipo Remington 700 SPS) camerato in .223 Remington, ma quest'ultima è di gran lunga più potente, grazie ad una carica di lancio molto maggiore, una palla più lunga e più pesante ed una canna su cui farle prendere velocità, molto più lunga.
Tutto dipende dalla cartuccia e dunque dall'arma con la quale viene sparata. In più, molto del valore è dato dalle esigenze: se devo uccidere un bisonte da 200 m di distanza o una gallina da 10 metri (ad esempio), e dove termini come velocità di volata, potere di arresto, energia cinetica, possono descrivere solo alcuni aspetti della balistica.
Tra i modelli più famosi, utilizzati e diffusi si possono ricordare: 
- .22 Long Rifle (.22 LR), usata soprattutto per tiro al bersaglio e per la caccia coi revolver a canna lunga (ma non in Italia, dove è proibita). Nonostante il nome (22 lungo per fucile), viene impiegata anche in molte armi corte.
- 5,56 × 45 mm NATO, standard per i fucili d'assalto e le mitragliatrici leggere della NATO. Rappresenta un adattamento a scopi militari della cartuccia civile .223 Remington.
- .270 Weatherby Magnum, cartuccia per fucile o carabina da caccia.
- 7,62 × 39 mm, usata nei Kalašnikov AK-47. È il tipo di munizione più usato nella storia. Kalašnikov non ha inventato la munizione a "media potenza", ma l'ha portata ad una grande diffusione.
- 7,62 × 51 mm NATO, standard per i fucili di precisione e mitragliatrici medie. Negli anni cinquanta è stata usata come munizione standard NATO anche per i fucili, ma il peso ed il rinculo ponevano problemi nella progettazione dei nuovi fucili d'assalto, come il FN FAL. Deriva dalla
- .30-06, standard dei fucili dell'esercito statunitense nella prima metà del XX secolo, adatta a bersagli di media grandezza. Nota perché usata nei fucili semiautomatici M1 Garand.
- 7,65 × 17 mm Browning (.32 ACP), una delle più comuni cartucce per pistole da difesa personale.
- 7,65 × 21 mm Parabellum (7,65 Luger o .30 Luger), cartuccia creata per la pistola Luger Parabellum. Famosa ma poco utilizzata. Il calibro reale della palla è circa 7,85 mm e veniva classificata tra i calibri da 7 a 8 mm.
- .308 Winchester, nasce nel 1952 dalla conversione di una cartuccia militare, per entrare e restare nel mercato civile; viene usata nella caccia di animali medio-grandi. L'equivalente militare (7,62 NATO) non è adatto ai fucili civili.
- .380 ACP (9x17 o 9 corto, anche 9 mm Browning, 9 mm kurz), nata in Europa nel 1908 ad opera di John Browning, è usata per pistole semiautomatiche e per piccole pistole mitragliatrici.
- 9 × 19 mm Parabellum (9mm Luger o 9 Para), l'altra cartuccia ideata per la pistola Luger Parabellum, ad oggi una munizione per pistole tra le più usate di sempre (anche nella NATO), che nel 1985 ha rimpiazzato il .45 ACP nelle pistole d'ordinanza delle forze armate USA, tramite la Beretta M9.
- 9x21 o 9 IMI: ideata dalla Nuova Jager e sviluppata dalla IMI (Israelian Munition Industry).
- .38 Special (9x29 Rimmed), una delle cartucce da revolver più diffusa, ed impiegabile anche in tutti i revolver camerati .357 Magnum, in quanto adottano lo stesso diametro di palla, in pratica un calibro 9 (0,357" = 9,07 mm).
- .357 Magnum, una delle più diffuse cartucce Magnum da revolver. È stata la munizione per pistola più potente fino all'introduzione della .44 Magnum, nel 1955.
- .375 Holland & Holland Magnum, una delle più diffuse munizioni per la caccia grossa.
- .45 ACP, cartuccia ideata per la famosa Colt M1911 e usata in genere per pistole semiautomatiche o automatiche; ha la caratteristica di avere una palla grande e pesante, e una velocità bassa, intorno 250 metri al secondo.
- .45 Colt, detta anche .45 Long Colt, fu una delle prime cartucce potenti per revolver; venne ideata dalla Colt nel lontano 1873 per essere usata nella Colt 1873 SAA; ancora in commercio, viene usata anche nei fucili a leva.
- .50 Action Express (12,7x33 Rimless Magnum), attualmente è il più grande calibro e la più potente cartuccia concepita per pistola semiautomatica, è stata sviluppata nel 1988 da Evan Whildin, vice presidente della Magnum Research di Minneapolis (USA), in collaborazione con i tecnici della IMI (Israel Military Industries). Il particolare progetto permette l'intercambiabilità di canna e caricatore col .44 Magnum, così si hanno 2 calibri utilizzando lo stesso fusto.
- .50 Browning Machine Gun, usata in mitragliatrici pesanti e nei fucili di precisione NATO ad alta potenza. I fucili di precisione vennero creati per esigenze militari ed usati per la prima volta nella guerra del Golfo dove si è avuta l'esigenza di avere a disposizione strumenti adatti a colpire bersagli a lunghe distanze (vista la morfologia del territorio). Grazie alla loro potenza vennero sfruttati con adeguate munizioni, per colpire materiale militare come parti sensibili di elicotteri o aerei. Per uso civile, le munizioni, vengono impiegate per il tiro al bersaglio a lunga distanza (ultimamente in America vengono create gare di tiro anche a 1000 yard). Non essendo catalogato dalla CIP (Commission Internationale Permanente pour l'epreuve des armes a feu portativesd), il Banco Nazionale di Prova di Gardone Val Trompia, ente tecnico associato CIP cui lo stato demanda la classificazione ed il collaudo di tutte le munizioni e le armi destinate al mercato civile, non classifica questo calibro che risulta quindi non presente sul mercato civile.

## Aspetti collegati

### Inconvenienti per l'arma
La cartuccia convenzionale comporta anche alcuni problemi per l'arma. La cartuccia è sia costosa che pesante, i bossoli sono in genere rotondi, e questo riduce la capacità volumetrica del serbatoio. Una cartuccia che faccia a meno del bossolo può avere il propellente foggiato in un profilo quadrato.
L'arma deve possedere una finestra di espulsione per eliminare il bossolo usato; ciò comporta che sporco e liquidi possono entrarvi.
Il percussore, e lo spillo associato danno luogo ad un ritardo tra il momento della pressione del grilletto e il momento in cui il proiettile lascia la canna. Esperimenti hanno dimostrato che questo ritardo è sufficiente a ridurre la precisione per molti sparatori. Un accessorio diffuso, disponibile per molte armi, sono percussori ed aghi alleggeriti, spesso fatti in titanio, che ridurrebbero il tempo di sparo.
Un aspetto positivo è che il bossolo metallico aiuta nel raffreddamento della camera di scoppio.

### La ricarica delle cartucce usate
Alcuni appassionati sportivi ricaricano le loro cartucce usate in ottone proprio come fanno molti cacciatori con quelle in cartone o plastica. Usando una pressa e un set di calibratori chiamati Dies si può riportare il diametro del bossolo alle dimensioni originali, comprimere, decomprimere e ricaricare il bossolo con polvere da sparo classificata in Italia I categoria, e assemblare un nuovo proiettile; questo procedimento, riduce i costi sino alla metà rispetto al prezzo di una cartuccia nuova. Consente anche di utilizzare palle di peso e tipo differente, così come consente di variare la carica modificando la potenza e la precisione di fuoco. La carica della polvere da sparo resta il punto critico nella procedura di ricarica delle munizioni. Esistono infatti tabelle ben precise che incrociano il tipo di polvere da sparo (ne esistono svariati tipi suddivisi per progressività cioè più o meno veloci nella combustione) con il peso della palla (ogiva o proiettile). Nel caso di carico insufficiente di polvere da sparo, il bossolo (nelle pistole semi-automatiche) può non venire espulso e restare nella camera di scoppio, impedendo l'invio di un'altra cartuccia dal caricatore, ma questo fatto, nella stragrande maggioranza dei casi, non pregiudica seriamente i livelli di sicurezza. Nel caso contrario, cioè nella situazione in cui il carico di polvere da sparo (si misura in grani e non in grammi) sia eccessivo, si possono verificare eventualità lesive della propria incolumità fisica, partendo dalla possibilità di un vero e proprio scoppio dell'arma sino ad arrivare all'altrettanto pericoloso caso in cui il carrello superiore di un'arma automatica venga espulso violentemente all'indietro, colpendo il tiratore stesso. La ricarica delle munizioni resta quindi una eventualità da affidare non solo a degli appassionati, ma anche e soprattutto, a degli utenti esperti.